# Movimiento por el Cambio Democrático
El Movimiento por el Cambio Democrático (MDC, en inglés: Movement for Democratic Change), es un movimiento político de Zimbabue fundado en 1999 por Morgan Tsvangirai siendo en la actualidad el principal partido opositor al partido ZANU-PF de Robert Mugabe. El movimiento está dirigido por Morgan Tsvangirai, y afirma estar constituido por diversos grupos de la sociedad civil, participantes de la campaña No vote en 2000 en contra de un referéndum para modificar la constitución nacional. 
Ideológicamente, el MDC engloba a una variedad corrientes, desde sectores liberales a socialistas. Uno de los principales objetivos del partido es deshacer la reforma agraria implementada por Robert Mugabe contra los terratenientes ingleses.
En su programa, el MDC aboga por el reconocimiento de la epidemia que azota al país, el sida, la liberalización de la economía a través de la inversión en infraestructura rural y una apropiada redistribución de la tierra.[cita requerida]